# Brittiska underhuset
Underhuset (engelska: the Honourable the Commons of the United Kingdom of Great Britain and Northern Ireland in Parliament assembled eller endast House of Commons) är den ena kammaren i det brittiska parlamentet, den andra är överhuset (engelska: House of Lords). Underhuset är den primära lagstiftaren i Storbritannien och utser i praktiken den verkställande politiska makten i form av premiärministern, som formellt utses av kungen. Premiärministern måste därefter söka stöd för sin politik i underhuset, som genom en misstroendeomröstning kan tvinga premiärministern att antingen avgå eller utlysa nyval. De flesta ministerposter besätts av underhusledamöter, och varje premiärminister sedan 1902 har hämtats från underhuset, med undantag för Sir Alec Douglas-Home 1963–1964.

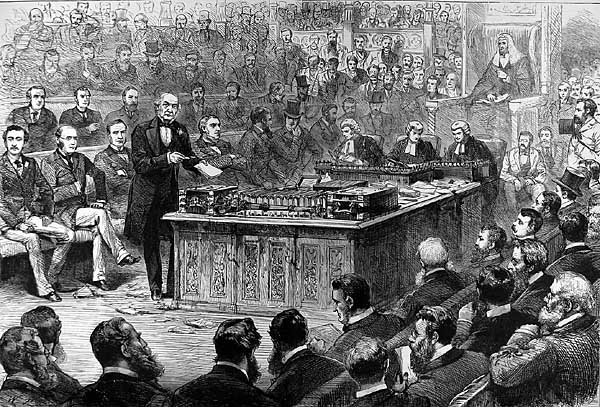
William Ewart Gladstone under en debatt i underhuset 1886.

De 650 ledamöterna i underhuset kallas "Medlemmar av Parlamentet" (engelska: Members of Parliament, MPs). De väljs genom majoritetsval i enmansvalkretsar och de sitter tills parlamentet upplöses, maximalt fem år efter det senaste valet.
House of Commons bildades någon gång under 1300-talet och har funnits kontinuerligt sedan dess. House of Commons, som "underhus", hade en gång betydligt mindre makt än House of Lords, överhuset, men är numera den klart mäktigaste institutionen. Underhusets lagstiftningsmakt är större än överhusets; genom Parliament Act 1911 inskränktes överhusets makt att avslå de flesta lagförslag till att endast kunna fördröja lagförslag.
Det fullständiga, formella namnet för House of Commons är The Honourable the Commons of the United Kingdom of Great Britain and Northern Ireland in Parliament assembled. Termen "Commons" härrör från det normandiska ordet communes och syftar på allmogen, dvs den del av befolkningen som inte tillhör adeln eller prästerskapet.

## Historik
Parlamentet utvecklades från den rådsförsamling som gav råd åt monarken under medeltiden. Detta kungliga råd, som möttes under korta perioder, omfattade kyrkomän, adelsmän samt representanter för grevskapen. Rådets huvudsakliga uppgift var att godkänna de skatter som föreslogs av regenten. I många fall krävde dock rådet att folkets olägenheter skulle åtgärdas innan det röstade om beskattning. Därmed uppnådde det lagstiftande makt.
I "Modellparlamentet" 1295 ingick också representanter för boroughs (städer). Därigenom blev det praxis att varje grevskap och varje borough skickade vardera två representanter. Till en början var stadsrepresentanterna nästan utan makt. Grevskapens representation var fast, men regenten kunde ge eller frånta städer rösträtt som han ville. Om några stadsrepresentanter visade sig för självständiga blev deras städer uteslutna från parlamentet. Grevskapens representanter hade en starkare ställning, men mindre makt än adelsmännen. Parlamentet hade vid denna tid fortfarande bara en kammare. Uppdelningen i två kammare skedde under Edvard III:s tid, då grevskapens och städernas representanter blev underhuset och prästerskapet och adeln överhuset.
Fastän det fortfarande var underordnat både kronan och överhuset agerade underhuset med tilltagande djärvhet. Under det goda parlamentet (1376) klagade underhusets talman, Sir Peter de la Mare, över höga skatter, krävde redovisning av de kungliga utgifterna och kritiserade kungens hantering av militären. Underhuset gick så långt som till riksrätt mot några av kungens ministrar. Den djärve talmannen sattes i fängelse, men släpptes snart efter kung Edvard III:s död. Under näste regent, Rikard II, började underhuset åter ställa ministrar inför riksrätt. De insisterade på att de kunde kontrollera inte bara beskattning utan även offentliga utgifter. Trots sådana ökade maktbefogenheter var underhuset fortfarande mycket mindre mäktigt än överhuset och kronan.
Kronans inflytande stärktes ytterligare av inbördeskrigen i slutet av 1400-talet, vilka förstörde de mäktiga adelsmännens makt. Båda kamrarna i parlamentet hade liten makt under de följande åren, och suveränens absoluta överhöghet återställdes. Monarkens dominans växte ännu mer under Tudordynastin på 1500-talet. Denna trend vändes dock något när huset Stuart tillträdde Englands tron 1603. De första två regenterna av ätten Stuart, Jakob I och Karl I, väckte konflikter med underhuset i frågor som beskattning, religion och kungens makt.

De bittra motsättningarna mellan Karl I och parlamentet var stora, och ordnades först av engelska inbördeskriget. Kungen avrättades och monarkin och överhuset avskaffades 1649. Fastän underhuset nu i teorin hade överhögheten var landet i verkligheten styrt av en militärdiktator, Oliver Cromwell, som kom att avskaffa parlamentet 1653. Monarkin och överhuset återupprättades dock tillsammans med överhuset år 1660, kort efter Cromwells död. Kronans inflytande hade minskats, och minskade ytterligare när Jakob II avsattes under den ärorika revolutionen (1688). 

Underhuset i början av 1800-talet.

Under 1700-talet utvecklades premiärministerämbetet. Den moderna idén att regeringen ska sitta vid makten enbart så länge som den har parlamentets stöd blev snart etablerad, vilket ledde till historiens första misstroendeförklaring, som en följd av Lord Norths regerings misslyckade försök att avsluta den amerikanska revolutionen. Den moderna idén att enbart underhusets stöd är nödvändigt var dock en mycket senare utveckling. Även nuvarande praxis att premiärministern alltid är ledamot av underhuset, och inte av överhuset, utvecklades senare.
Underhuset upplevde en viktig reformperiod under 1800-talet. Kronan hade använt sin rätt att ge och frånta städer rösträtt mycket oregelbundet, och flera anomalier hade uppstått i städernas representation. Många städer som en gång varit viktiga men hade blivit obetydliga på 1800-talet behöll sin gamla rätt att välja vardera två ledamöter. Den mest ökända av dessa "rotten boroughs" var Old Sarum, som bara hade elva väljare. Samtidigt fick stora städer som Manchester ingen egen representation, fastän deras röstberättigade invånare kunde rösta i det motsvarande grevskapets val; i Manchesters fall Lancashire. Det fanns också små valkretsar som kontrollerades av välbärgade jordägare och aristokrater.
Underhuset försökte åtgärda dessa missförhållanden genom att anta en reformbill 1831. Till en början var överhuset ovilligt att anta förslaget, men de tvingades ge med sig när premiärministern, Charles Grey, 2:e earl Grey, bad kung Vilhelm IV att översvämma överhuset med reformvänliga pärer. Innan kungen hann göra detta antog överhuset lagen 1832. 1832 års reformakt avskaffade rotten boroughs, upprättade enhetliga röstningsvillkor för städerna och gav representation åt städer med stor folkmängd, men behöll också många små valkretsar. Under de kommande åren blev underhuset mer självsäkert, då överhusets inflytande hade minskats av krisen kring reformförslaget, och de som kontrollerade småvalkretsarna hade sett sin makt minska. Överhuset kom mer sällan att förkasta lagförslag som underhuset hade antagit med stora majoriteter, och det blev en accepterad politisk princip att underhusets stöd ensamt var nödvändigt för att en premiärminister skulle vara kvar vid makten.
Många ytterligare reformer infördes under andra hälften av 1800-talet. 1867 års reformakt sänkte egendomskraven för rösträtt i städerna, minskade representationen för städer med mindre befolkning och gav parlamentsplatser åt flera växande industristäder. Valmanskåren utvidgades ytterligare genom folkrepresentationsakten 1884, som innebar att egendomskrav i grevskapen sänktes. Genom Redistribution of Seats Act året därpå ersattes nästan alla flermansvalkretsar av enmansvalkretsar.

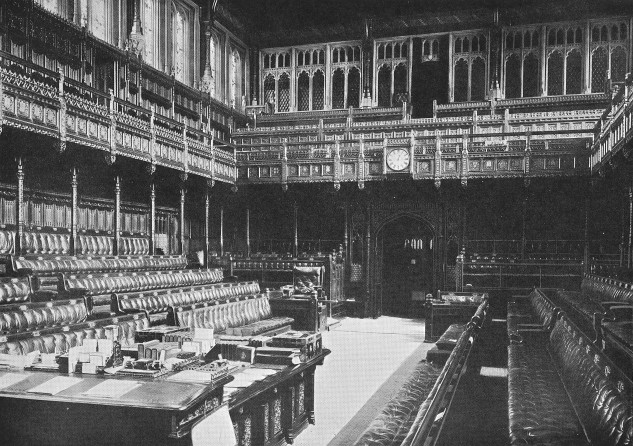
Underhusets gamla kammare som byggdes av Sir Charles Barry förstördes av tyska bomber under andra världskriget. De grundläggande dragen i Barrys utformning behölls när kammaren återuppbyggdes.

Nästa viktiga fas i underhusets historia kom i början av 1900-talet. År 1908 inledde Herbert Henry Asquiths liberala regering ett antal välfärdsprogram, vilka, tillsammans med en dyrbar kapprustning med Tyskland tvingade regeringen att söka ökade intäkter i form av skattehöjningar. År 1909 införde finansministern David Lloyd George "folkets budget" ("People's Budget"), som bland annat skulle innebära en ny skatt inriktad mot rika jordägare. Denna impopulära åtgärd gick dock inte igenom i det konservativt dominerade överhuset. Liberalerna blev återvalda i januari 1910 efter att ha gjort överhusets befogenheter till en central valfråga. Asquith föreslog då en kraftig inskränkning av överhusets maktbefogenheter. Behandlingen av lagförslaget avbröts kortvarigt av kung Edvard VII:s död, men återupptogs snart under den nye regenten, Georg V. Efter valet i december 1910 fick Asquiths regering igenom ett lagförslag om att inskränka överhusets makt. Premiärministern föreslog, vilket kungen sedermera godtog, att överhuset kunde översvämmas genom att 500 nya liberala pärer skulle utnämnas om det inte antog lagen. Detta var samma taktik som tidigare användes för att tvinga överhuset att gå med på att anta reformakten 1832. Parlamentsakten 1911 trädde i kraft och avskaffade likställigheten i lagstiftningsmakt mellan de båda kamrarna. Överhuset tilläts endast att fördröja den mesta lagstiftningen, i maximalt tre parlamentssessioner eller två kalenderår (reducerat till två sessioner eller ett år genom parlamentsakten 1949). Sedan dessa lagar antogs har underhuset förblivit parlamentets dominerande kammare, både i teorin och i praktiken.
Sedan 1600-talet hade underhusledamöterna varit oavlönade. De flesta män som valdes till underhuset hade privata inkomster, medan ett fåtal var beroende av ekonomiskt stöd från rika gynnare. Tidiga ledamöter från Labourpartiet var ofta avlönade av en fackförening, men detta förklarades olagligt i ett domslut i överhuset från 1910. Därefter infördes en bestämmelse i parlamentsakten 1911 om att införa löner för underhusets ledamöter. Regeringsministrar hade dock alltid varit avlönade.

## Ledamöter och val
Varje ledamot av underhuset representerar en enda valkrets. Före reformerna på 1800-talet hade valkretsarna inte mycket anknytning till folkmängd: grevskapen och städerna (vilka hade fasta gränser) hade, i de flesta fall, två ledamöter var. De reformer som genomfördes under 1800-talet, med början i 1832 års reformakt, ledde till en jämnare fördelning av platser. Dessutom avskaffades de flesta valkretsar med två ledamöter, och det fåtal som var kvar avskaffades allihop 1948. Universitetsvalkretsar (valkretsar som gav viktiga universitet som Oxford, Cambridge och Skottlands gamla universitet representation i parlamentet) avskaffades samma år. Därmed väljer varje valkrets numera endast en underhusledamot. Det finns fortfarande en teknisk åtskillnad mellan grevskapsvalkretsar (county constituencies) och stadsvalkretsar (borough constituencies), men den enda effekten av denna skillnad rör det belopp som kandidaterna får lägga ut på sina valkampanjer.
Valkretsarnas gränser bestäms av fyra permanenta och oberoende kommissioner (Boundary Commissions), en var för England, Wales, Skottland och Nordirland. Antalet valkretsar som tilldelas de fyra delarna av Storbritannien och Nordirland är i grova drag baserat på folkmängden, men styrs också av vissa föreskrivna regler. England, Wales och Skottland måste ha total ungefär 613 valkretsar, och Nordirland 16 till 18 valkretsar, och Wales minst 35 valkretsar. Kommissionerna genomför en allmän översyn av valkretsindelningen vart åttonde till tolfte år, samt ett antal interimsöversyner. När de drar upp gränser ska de ta hänsyn kommungränser, men får göra avsteg från detta krav för att förhindra stora skillnader i folkmängd mellan olika valkretsar. Kommissionernas förslag måste godkännas av parlamentet, men får inte ändras av parlamentet. Efter nästa allmänna översyn av valkretsindelningen kommer de olika kommissionerna att införlivas i valkommissionen (Electoral Commission), som inrättades 2000. För närvarande är Storbritannien indelat i 646 valkretsar, 529 i England, 40 i Wales, 59 i Skottland och 18 i Nordirland.
Parlamentsval sker när parlamentet blir upplöst av regenten. Tidpunkten för upplösningen väljs vanligen av premiärministern. En parlamentsperiod får dock inte vara längre än fem år, om inte ett lagförslag om att utöka parlamentsperioden går igenom i båda kamrarna och får kunglig sanktion. Överhuset har alltså fortfarande vetorätt i fråga om ett sådant lagförslag, till skillnad från i de flesta fall.
Valdagen väljs av premiärministern och infaller alltid på en torsdag, men brukar traditionellt vara första torsdagen i maj. Varje kandidat måste lämna in nomineringshandlingar undertecknade av tio registrerade väljare i valkretsen, samt betala en deposition på £500, som betalas tillbaka endast om kandidaten får minst fem procent av rösterna. Kravet på deposition är ett sätt att förhindra okynneskandidaturer. Varje valkrets väljer en ledamot med ett majoritetsvalsystem där den kandidat som får flest röster vinner. Minderåriga, ledamöter av överhuset, fångar och mentalsjuka personer får inte bli ledamöter. För att få rösta måste man vara bosatt i Storbritannien samt medborgare i Storbritannien, i en brittisk besittning, i Republiken Irland eller i ett land inom Samväldet. Brittiska medborgare som är bosatta utomlands har också rösträtt i 15 år efter att det flyttat från Storbritannien. Ingen får rösta i mer än en valkrets.
En invald ledamot behåller normalt sin plats tills parlamentet upplöses nästa gång eller till sin död. Om en medlem inte längre är kvalificerad blir hans eller hennes plats dock vakant. Det är möjligt för underhuset att utesluta en ledamot, men denna befogenhet används bara när ledamoten har begått allvarliga tjänstefel eller kriminella gärningar. I varje fall fylls en vakans genom ett fyllnadsval i den ifrågavarande valkretsen, igen, alltid på en torsdag. Samma valsystem används som i allmänna val.
Termen "Member of Parliament" ("parlamentsledamot") används vanligen bara om ledamöter av underhuset, fastän även överhuset är en del av parlamentet. Ledamöter av underhuset får använda bokstäverna "MP" efter sitt namn. Årslönen för varje ledamot är £59 095. Ledamöterna kan få ytterligare lön för andra ämbeten som de innehar (exempelvis talmansämbetet). De flesta ledamöter begär också £100 000 till £150 000 för olika utgifter (kostnader för anställda, porto, resor etc.) och för ledamöter från andra ställen än London även för kostnaderna för bostad i London.

## Villkor
Det finns många villkor för att bli parlamentsledamot. För det första måste man vara minst 18 år gammal (tidigare, fram till att paragraf 17 av Electoral Administration Act (2006) trädde i kraft, minst 21 år gammal), och man måste vara medborgare i Storbritannien, i en brittisk besittning, i republiken Irland eller i ett medlemsland i Samväldet, för att vara valbar. Dessa restriktioner infördes genom British Nationality Act 1981, men var tidigare betydligt strängare: enligt Act of Settlement 1701 var bara infödda undersåtar kvalificerade. Ledamöter av överhuset får inte sitta i underhuset, eller ens rösta i parlamentsval. De får dock sitta i kammaren under debatter.
En person får inte vara ledamot av underhuset om han eller hon är satt i konkurs. Galningar får inte heller sitta i underhuset. Enligt Mental Health Act 1983 måste två specialister rapportera till talmannen att en ledamot lider av psykisk sjukdom innan en plats kan förklaras vakant. Det finns också ett prejudikat i common law från 1700-talet att "döva och stumma" ("deaf and dumb") inte är berättigade att sitta i underhuset. Detta prejudikat har dock inte prövats under senare år och det är mycket osannolikt att det skulle hävdas av rättsväsendet. Jack Ashley fortsatte som ledamot av underhuset i 25 år efter att ha blivit döv.
Någon som har befunnits skyldig till högförräderi får inte sitta i parlamentet tills han eller hon antingen har avtjänat sitt fängelsestraff eller blivit helt benådad av regenten. Dessutom är en person som avtjänar ett fängelsestraff på ett år eller mer inte berättigad. Folkrepresentationsakten från 1983 (Representation of the People Act 1983) diskvalificerar också i tio år personer som befunnits skyldiga till vissa valrelaterade brott. Vissa andra diskvalificeringar är fastställda i House of Commons Disqualification Act 1975. Personer som innehar höga juridiska ämbeten, ämbetsmän, medlemmar av den reguljära militären, ledamöter av utländska parlament (förutom ledamöter av parlamenten i Republiken Irland och länder i Samväldet) och innehavare av flera statliga ämbeten som anges i lagen är diskvalificerade. Bestämmelserna i House of Commons Disqualification Act 1975 är i stort en sammanställning av inslag i flera tidigare lagar. Ministrar är inte diskvalificerade, trots att de är avlönade statliga ämbetsmän.
Regeln som utestänger vissa statliga ämbetsmän från att sitta i underhuset används för att kringgå en resolution som antogs av underhuset 1623, enligt vilken ledamöter inte har rätt att avsäga sig sina platser (i teorin). I praktiken kan de dock alltid göra det. Om en ledamot vill avgå från underhuset kan han eller hon begära att bli utnämnd till en av två ceremoniella ämbeten: det som Crown Steward and Bailiff of the Chiltern Hundreds, eller det som Crown Steward and Bailiff of the Manor of Northstead. Dessa ämbeten är sinekurer (det vill säga att de inte innebär några faktiska plikter). De finns enbart för att tillåta underhusledamöter att "avgå". Finansministern (Chancellor of the Exchequer) är ansvarig för att utföra utnämningen och avböjer enligt praxis aldrig en begäran från en ledamot som vill lämna underhuset.

## Ämbeten

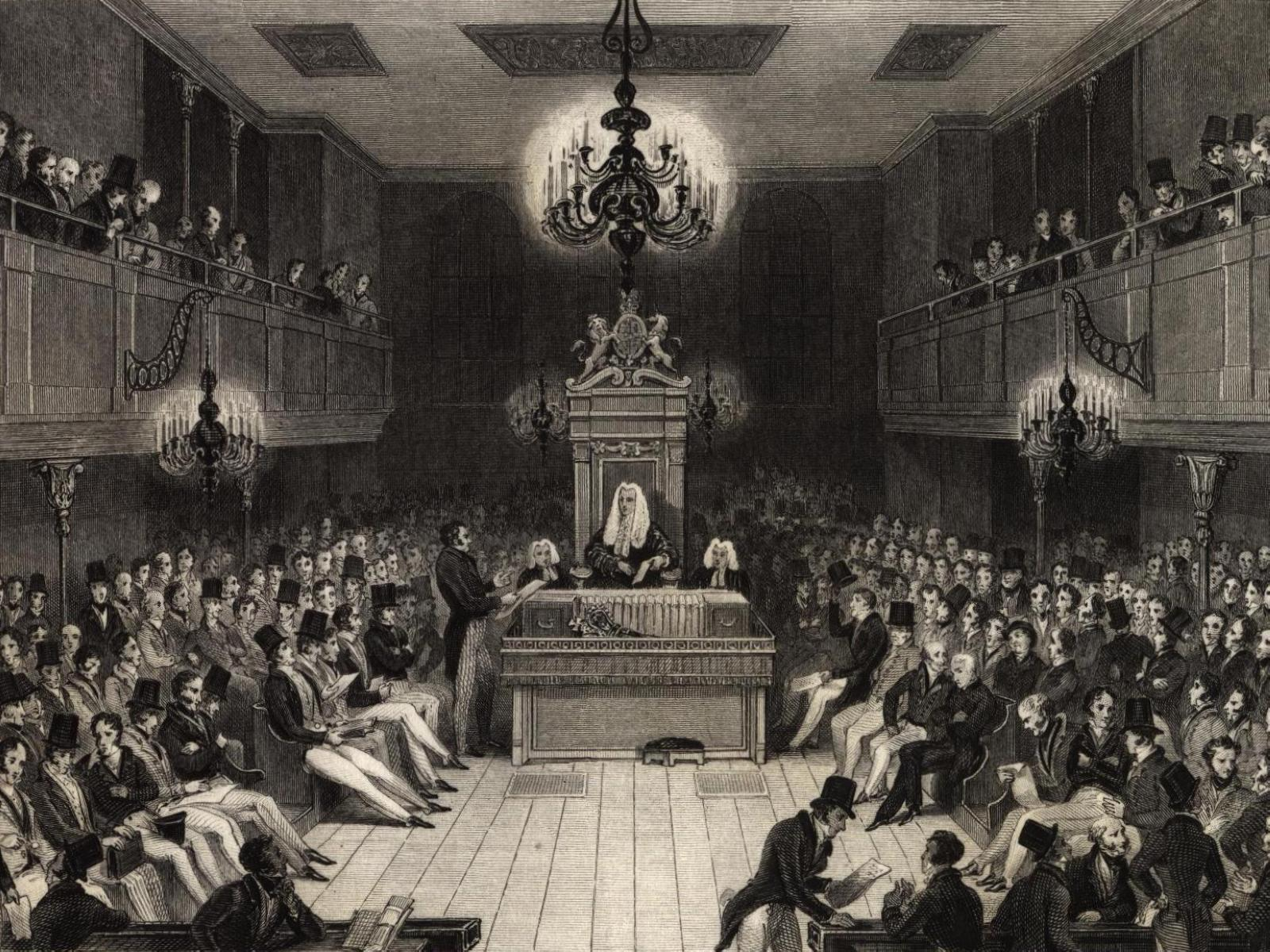
Talmannen leder debatter i underhuset. Målning av den gamla kammaren, som brann 1834.

Underhuset väljer en talman (Speaker) i början av varje mandatperiod, samt om en vakans inträffar. Om den sittande talmannen ställer upp för omval kan kammaren omvälja honom eller henne enbart genom att anta ett förslag. Annars hålls en sluten omröstning. En tillträdande talman kan inte inta sitt ämbete förrän han eller hon har blivit godkänd av regenten. Detta godkännande är dock bara en formalitet. Talmannen assisteras av tre vice talmän, av vilka den högsta har titeln Chairman of Ways and Means. De två andra vice talmännen kallas First Deputy Chairman of Ways and Means respektive Second Deputy Chairman of Ways and Means. Dessa titlar härrör från Committee of Ways and Means, ett organ som ordföranden (Chairman of Ways and Means) tidigare ledde. Fastän den kommittén avskaffades 1967 har de traditionella titlarna behållits. Talmannen och vice talmännen är alltid ledamöter av underhuset.
När talmannen eller vice talmannen leder underhuset har hen traditionellt burit peruk och ceremoniell svart ämbetsdräkt. De fyra senaste talmännen, Betty Boothroyd, Michael Martin, John Bercow och Lindsay Hoyle, har dock avstått från peruken, och Bercow har även förenklat ämbetsdräkten. Talmannen eller vice talmannen presiderar på en stol längst fram i kammaren. Talmannen är ordförande i House of Commons Commission, som övervakar skötseln av kammaren och kontrollerar debatter genom att anmoda ledamöter att tala. Om en ledamot anser att en regel har brutits kan han eller hon väcka en ordningsfråga ("point of order"), som talmannen fattar beslut om. Talmannens beslut kan inte överklagas. Talmannen kan straffa ledamöter som inte följer underhusets regler. Därmed är underhusets talman betydligt mäktigare än sin motsvarighet i överhuset, Lord Speaker, som inte har några disciplinära befogenheter alls. Vanligtvis uppträder talmannen och vice talmännen inte partipolitiskt; de röstar inte och deltar inte i något politiskt partis verksamhet. Om en talman ställer upp för omval är praxis att inget av de större partierna ställer upp med någon motkandidat i dennes valkrets. Även efter att ha lämnat underhuset är talmannen opolitisk.
Clerk of the House of Commons är både underhusets främsta rådgivare i procedurfrågor och underhusets chef (Chief Executive). Han är en permanent tjänsteman, inte ledamot av underhuset. Denne sekreterare ger talmannen råd om kammarens regler och procedurer, undertecknar order och officiella meddelanden, samt undertecknar och godkänner räkningar. Han är ordförande i Board of Management, som består av cheferna för underhusets sex avdelningar. Sekreterarens ställföreträdare kallas Clerk Assistant. En annan ämbetsman i underhuset är Serjeant-at-Arms, vars plikter omfattar upprätthållande av lag, ordning och säkerhet i underhusets lokaler. Serjeant-at-Arms bär varje dag den ceremoniella staven, en symbol för kronans och underhusets makt, in i kammaren framför talmannen. Staven läggs på underhusets bord (Table of the House of Commons) under sessionerna. Dessutom har underhuset en bibliotekarie som är chef för underhusets bibliotek.

## Arbetssätt

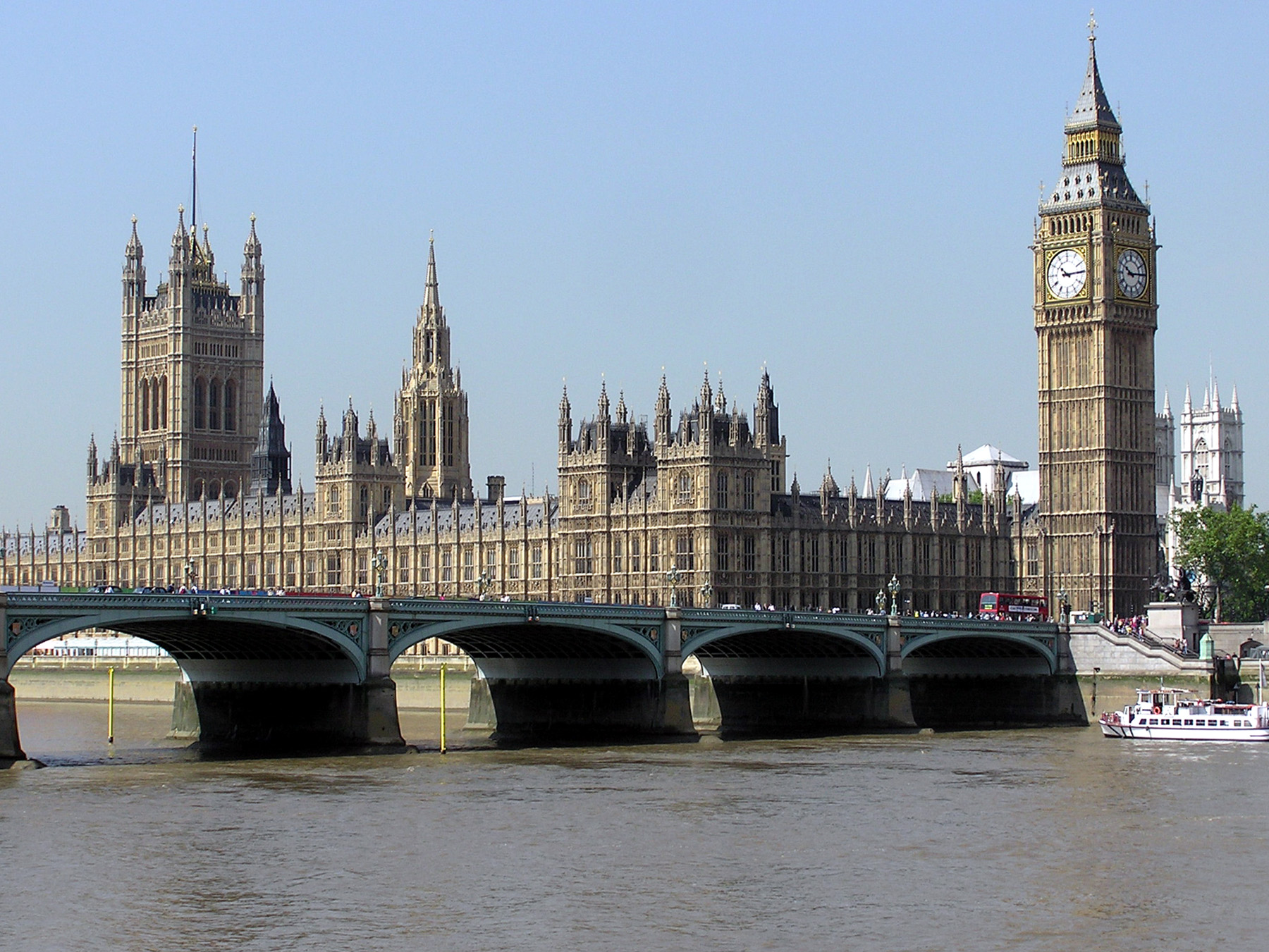
Palace of Westminster

Liksom överhuset håller underhuset sina sessioner i Palace of Westminster i London. Underhuskammaren är liten och sparsamt utsmyckad i grönt, till skillnad från den stora, elegant inredda röda överhuskammaren. Det finns bänkar på två sidor av kammaren, åtskilda av en mittgång. Detta arrangemang avspeglar utformningen av St Stephen's Chapel, som tjänade som hem för underhuset tills det förstördes av en brand 1834. Talmannens stol står i en ände av kammaren. Framför den är husets bord (Table of the House), på vilket staven vilar. Sekreterarna sittar vid en ände av bordet, nära talmannen så att de kan ge honom eller henne råd i procedurfrågor när så krävs. Medlemmar av regeringen sitter på bänkarna till höger om talmannen, medan medlemmar av oppositionen innehar bänkarna till vänster om talmannen.
Framför varje uppsättning bänkrader finns en röd linje i mattan. De röda linjerna framför de två bänkuppsättningarna är två svärdslängder från varandra. En ledamot får traditionellt inte lov att korsa linjen under debatter, eftersom han eller hon då anses kunna angripa en person på andra sidan. Regeringens ministrar och betydelsefulla oppositionsledare sitter på de främre bänkraderna, och kallas "frontbenchers." Andra ledamöter benämns i motsats till detta "backbenchers." Underligt nog får alla underhusledamöter inte plats i kammaren, där bara 427 av de 646 ledamöterna kan sitta på en gång. Ledamöter som kommer sent måste stå nära ingången till kammaren om de vill lyssna på debatter. Sessioner i kammaren hålls varje dag från måndag till torsdag, och även några fredagar. I nationella krislägen kan kammaren också ha sessioner på helger.

Westminster Hall i början av 1800-talet

På grund av reformer på senare tid håller underhuset ibland sessioner i ett annat rum i Palace of Westminster, Westminster Hall. Debatter i Westminster Hall är i allmänhet okontroversiella eller inte partiskiljande, och ärenden som leder till omröstningar måste fortfarande skötas i den huvudsakliga kammaren. Sessioner i Westminster Hall hålls varje tisdag, onsdag och torsdag. På onsdagar avbryts sessionen för en lunchrast. Sessioner avbryts också när det sker en omröstning i själva kammaren.
Underhusets sessioner är öppna för allmänheten, men underhuset kan när som helst besluta genom omröstning med enkel majoritet att hålla sluten session. (Detta har dock gjorts endast två gånger sedan 1950.) Traditionellt kunde en ledamot som önskade att kammaren skulle hålla en sluten session ropa "I spy strangers" (jag ser främlingar), och en omröstning skulle omedelbart följa. Förr i tiden, när relationerna mellan underhuset och kronan inte var så hjärtliga, användes denna procedur närhelst kammaren ville hålla sin överläggning privat. Denna metod har dock oftare använts för att fördröja och störa förhandlingarna, och av denna anledning avskaffades den 1998. Numera måste ledamöter som önskar att kammaren ska hålla privat session göra en formell begäran om detta. Offentliga debatter sänds i radio, och på tv av BBC Parliament, och nedtecknas i Hansard.
Underhusets sessioner har ibland störts av arga demonstranter som kastar föremål in i kammaren från Strangers Gallery och andra läktare. Några av de föremål som har kastats in i kammaren är flygblad, gödsel, mjöl, och en behållare med tårgas. Även ledamöter har ibland stört kammarens förhandlingar. Exempelvis tog 1976 den konservative ledamoten Michael Heseltine den ceremoniella staven och svingade den under en hetsig debatt. Den kanske mest kända störningen av underhuset orsakade av kung Karl I, som gick in i underhuskammaren 1642 med en väpnad styrka för att gripa fem parlamentsledamöter, som tillhörde en antirojalistisk gruppering, för högförräderi. Denna aktion ansågs emellertid vara ett allvarligt brott mot kammarens privilegier, och har lett till traditionen att regenten inte får sätta sin fot i underhuset.
Varje år inleds parlamentssessionen med State Opening of Parliament, en ceremoni i överhuskammaren då regenten, i närvaro av ledamöter från båda kamrarna, framför ett tal om regeringens lagstiftningsprogram. The Gentleman Usher of the Black Rod, överhusets ceremonimästare, ansvarar för att kalla in underhuset till överhuskammaren. När han anländer för att framföra sin kallelse smälls dörrarna till underhuskammaren igen framför näsan på honom, vilket symboliserar underhusets rätt att överlägga utan inblandning. The Gentleman Usher knackar på dörren tre gånger med sin svarta käpp (Black Rod), och blir först då insläppt. Han informerar då underhusledamöterna om att regenten väntar på dem. De går då alla till överhuset för att höra drottningens tal, med undantag av vissa radikala ledamöter som förespråkar avskaffande av överhuset och monarkin.
Under debatter får ledamöter yttra sig endast om de blir kallade av talmannen (eller en vice talman, om talmannen inte är ordförande). Traditionellt växlar ordföranden mellan att kalla medlemmar från regeringen och från oppositionen. Premiärministern, oppositionsledaren och andra ledare från båda sidor ges normalt prioritet när mer än en ledamot reser sig för att tala på samma gång. Tidigare gav man prioritet åt alla medlemmar av Privy Council, men moderniseringen av underhusets arbetssätt ledde till att denna tradition avskaffades 1998.
Tal i underhuset riktas till ordföranden, i det att talaren använder orden "Mr Speaker," "Madam Speaker," "Mr Deputy Speaker," eller "Madam Deputy Speaker" ("herr talman," "fru talman," "herr vice talman," eller "fru vice talman.") Endast ordföranden får tilltalas direkt i en debatt, och andra ledamöter måste omnämnas i tredje person. Traditionellt omnämner ledamöterna inte varandra vid namn, utan efter valkrets, och använder former som "the Honourable Member for [valkrets]," eller, i fråga om medlemmar av Privy Council, "the Right Honourable Member for [valkrets]." Talmannen genomdriver kammarens regler, och får varna och straffa ledamöter som avviker från dem. Att inte hörsamma talmannens instruktioner anses som ett allvarligt brott mot underhusets regler, och kan leda till att den skyldige avstängs från kammaren. Om en allvarlig störning sker kan talmannen avbryta sessionen utan omröstning.
Underhusets ordningsstadgar fastställer inga formella tidsgränser för debatter. Talmannen kan dock beordra en ledamot som framhärdar i att hålla ett tröttsamt enformigt eller irrelevant tal att sluta tala. Den tid som anslås för debatt om en viss motion är dock ofta begränsad genom informella överenskommelser mellan partierna. Debatter kan dock ofta begränsas genom att man antar "tidsfördelningsmotioner" ("Allocation of Time Motions"), som är mer kända som "giljotinmotioner" ("Guillotine Motions"). Alternativt kan kammaren göra ett omedelbart avbrott i debatten genom att anta en motion om att åberopa Closure (avslutning). Talmannen har tillåtelse att vägra motionen om han eller hon anser att den inkräktar på minoritetens rättigheter. Numera schemaläggs lagförslag enligt en schemamotion (Timetable Motion), som hela underhuset kommer överens om i förväg, vilket förebygger användande av giljotinmotioner.
När debatten avslutas, är när Closure åberopas, tas förslaget ifråga till omröstning. Kammaren röstar först med muntlig röstning; talmannen eller vice talmannen ställer frågan, och ledamöterna svarar antingen "Aye" (för förslaget) eller "No" (mot förslaget). Ordföranden tillkännager sedan utfallet av den muntliga omröstningen, men om hans eller hennes bedömning ifrågasätts av någon ledamot följer en protokollförd omröstning som kallas discessus (på engelska division). (Ordföranden kan avslå invändningen, om han eller hon anser att utfallet av den muntliga omröstningen är så klart att det inte behövs någon discessus.) När en discessus äger rum går ledamöterna in i en av två korridorer ("ja"-korridoren eller "nej"-korridoren) på vardera sida om kammaren, där deras namn nedtecknas av sekreterare. Vid varje korridor finns två rösträknare (som själva är underhusledamöter).
När discessusen avslutas ger rösträknarna resultaten till ordföranden, som sedan tillkännager dem inför kammaren. Om resultatet är jämnt har talmannen eller vice talmannen utslagsröst. Traditionellt används denna utslagsröst till att tillåta ytterligare debatt, om så är möjligt, eller annars för att undvika att ett beslut tas utan en majoritet (till exempel att rösta nej till ett förslag eller tredje behandlingen av ett lagförslag). Det är ovanligt att det blir lika röstetal. Senaste gången var i juli 1993. Beslutsmässigt antal ledamöter är 40 i alla omröstningar; om färre än 40 ledamöter har deltagit är omröstningen ogiltig.
Tidigare var en ledamot som ville ställa en procedurfråga under en discessus tvungen att ha på sig en hatt, och därmed signalera att han inte ägnade sig åt debatt. För detta syfte förvarades hopfällbara höga hattar i kammaren. Denna tradition avskaffades 1998.
För det mesta är utfallet av en omröstning känd på förhand, eftersom partierna normalt instruerar ledamöter om hur de ska rösta. Partiet ger vanligen några ledamöter, så kallade whips i uppdrag att se till att alla partimedlemmar röstar som önskat. Parlamentsledamöter brukar inte gå emot sådana instruktioner, eftersom de som gör det har liten möjlighet att nå högre ställning i sina partier. Ledamöter som inte följer partilinjen kan bli avnominerade som officiella partikandidater i framtida val och kan i allvarliga fall bli uteslutna ur sina partier. Ministrar, biträdande ministrar och Parliamentary Private Secretaries (ledamöter som bistår en minister) förlorar troligen sina poster. Därför tenderar ledamöternas oberoende att vara begränsat, även om det inte är ovanligt med "uppror bland de bakre bänkarna" ("backbench rebellions") av ledamöter som är missnöjda med sina partiers politik. En ledamot brukar också tillåtas visst spelrum om hans eller hennes valkrets intressen påverkas. Under vissa omständigheter tillkännager dock partier "fria omröstningar", där ledamöterna får rösta som de vill. Omröstningar som har att göra med samvetsfrågor som abort och dödsstraff är typiskt fria omröstningar.

## Utskott
Storbritanniens parlament använder utskott för ett antal olika syften. En vanlig användning är granskning av lagförslag. Utskotten överväger lagförslag i detalj och kan göra ändringar. Lagförslag av stor konstitutionell betydelse, liksom vissa viktiga finansiella åtgärder, skickas vanligen till Committee of the Whole House, ett organ som omfattar alla ledamöter av underhuset. Ordförande är, istället för talmannen, Chairman of Ways and Means eller en Deputy Chairman of Ways and Means. Utskottet sammanträder i underhuskammaren.
De flesta lagförslag behandlades till 2006 av stående utskott, vilka består av vardera 16 till 50 ledamöter. Sammansättningen av varje utskott avspeglade i grova drag partiernas ställning i hela underhuset. Även om de kallades "stående" (standing) var de inte permanenta i sin sammansättning, utan nya ledamöter tillsattes varje gång utskottet behandlade ett nytt förslag. Det fanns ingen formell begränsning av antalet utskott, men vanligen var de bara tio. I sällsynta fall hänvisades lagförslag till ett speciellt stående utskott, som verkade i mycket som ett stående utskott, men också gjorde undersökningar och höll utfrågningar om de ämnen som togs upp i lagförslaget.
I november 2006 ersattes de ständiga utskotten av Public Bill Committees ("lagförslagsutskott").
Underhuset har också flera särskilda utskott för departement (Departmental Select Committees). Dessa utskotts sammansättning avspeglar, liksom de stående utskottens, partiernas styrka i underhuset. Varje utskott utser sin egen ordförande. De särskilda utskotten för departementen har som huvudsaklig uppgift att granska och undersöka ett visst regeringsdepartements göranden. För att fullgöra detta syfte får det hålla förhör och samla in uppgifter. Lagförslag kan hänvisas även till dessa utskott, men en sådan procedur används mycket sällan.
En särskild sorts särskilt utskott är Domestic Committee. Dessa utskott har uppsikt över underhusets förvaltning och de tjänster som ges till ledamöterna. Andra utskott i underhuset är förenade utskott (Joint Committees), där även ledamöter av överhuset ingår, Committee on Standards and Privileges, som behandlar frågor om parlamentariska privilegier och ärenden rörande ledamöternas uppförande, samt Committee of Selection som bestämmer sammansättningen av andra utskott.

## Lagstiftande funktioner
Lagförslag kan introduceras i endera kammaren, men kontroversiella lagförslag brukar först läggas fram inför underhuset. Vissa andra läggs alltid fram i överhuset, för att jämna ut parlamentets tidsschema.
Underhusets överhöghet i lagstiftningsärenden garanteras i Parliament Acts, som fastställer att vissa typer av lagförslag kan framföras för kunglig sanktion utan överhusets samtycke. Överhuset får inte fördröja finansförslag (förslag som, enligt underhusets talmans bedömning, enbart berör nationell beskattning eller offentliga tillgångar) i mer än en månad. Dessutom får överhuset inte fördröja de flesta andra lagförslag i mer än två parlamentssessioner, eller ett kalenderår. Dessa bestämmelser gäller dock bara för lagförslag som ursprungligen kommer från underhuset. Dessutom krävs överhusets godkännande för förslag om att förlänga underhusets mandatperiod till över fem år.
Enligt en praxis som rådde även före Parliament Acts är underhuset garanterat överordnat vad gäller finansfrågor. Endast underhuset får ge upphov till förslag rörande beskattning och budget. Vidare kan budgetförslag som antas i underhuset inte ändras i överhuset. Dessutom får överhuset inte justera ett lagförslag för att föra in en bestämmelse med anknytning till beskattning eller budget, men underhuset ger ofta avkall på sina privilegier och tillåter överhuset att göra ändring med finansiella följder. Enligt en separat konvention, som kallas Salisbury Convention, försöker inte överhuset gå emot lagstiftning som har utlovats i regeringens valmanifest.
Då överhusets makt har inskränkts genom lagstiftning och praxis, är underhuset tydligt och i hög grad den mäktigare delen av parlamentet.

## Förhållande till regeringen
Fastän det inte är underhuset som utser premiärministern, är partiställningen i underhuset av helt dominerande betydelse. Av praxis är premiärministern ansvarig inför, och måste ha stöd av, underhuset. När premiärministerämbetet blir vakant utser regenten den person som med störst sannolikhet kan få stöd i underhuset - normalt ledaren för underhusets största parti. (Ledaren för det näst största partiet blir oppositionsledare.) I modern tid är praxis att premiärministern alltid är ledamot av underhuset, inte överhuset.
Premiärministern kan bara vara kvar på sin post så länge han eller hon behåller underhusets förtroende. Underhuset kan visa att det inte stödjer regeringen genom att rösta nej i en förtroendeomröstning eller ja i en misstroendeomröstning. Ibland är röstförslaget formulerat som ett uttryckligt uttalande om underhusets förtroende, men många andra röstförslag betraktas som förtroendefrågor, även om de inte är formulerade som en sådan. I synnerhet viktiga förslag som utgör en del av regeringens program anses som förtroendeärenden, liksom den årliga budgeten. När en regering har förlorat underhusets förtroende är premiärministern tvungen att antingen avgå eller be regenten att upplösa parlamentet, och därmed föranleda ett val.
Förutom när han är tvungen att göra så av ett nederlag i en förtroendeomröstning får premiärministern välja tidpunkt för parlamentets upplösning med regentens godkännande. Premiärministern kan alltså välja tidpunkten för valet, och gör oftast det efter politiska överväganden. I allmänhet är tidpunkten därför fördelaktig för regeringen. Mandatperioden kan dock inte överstiga fem år, och parlamentet upplöses automatiskt efter denna tid om inte ett parlamentsbeslut tas som förlänger perioden. Detta hände under båda världskrigen. Underhuset sitter nästan aldrig den maximala tiden ut, utan det normala är att premiärministern ber om upplösning tidigare.
Oavsett anledningen till upplösningen följs den alltid av ett parlamentsval. Om premiärministerns parti behåller sin majoritet i underhuset kan han eller hon vara kvar vid makten. Om partiet däremot förlorar sin majoritet är premiärministern tvungen att avgå, varpå regenten utser en ny premiärminister. En premiärminister kan avgå även om han eller hon inte blir besegrad i ett val (exempelvis av hälsoskäl). I det fallet går premiärministerposten till den nya ledaren för den avgående premiärministerns parti. Det konservativa partiet hade ingen mekanism för att utse ny partiledare förrän 1965 och när Anthony Eden avgick 1957 utan att rekommendera en efterträdare kunde partiet inte nominera någon. Det föll då på drottningen att utse Harold Macmillan som ny premiärminister, efter att ha rådgjort med ministrar, och därmed utse ledaren för ett politiskt parti.
Enligt praxis måste alla ministrar vara ledamöter av underhuset eller överhuset. Ett litet antal har utsetts utan att vara parlamentsledamöter, men i de flesta fall blev de parlamentsledamöter senare, antingen genom ett fyllnadsval eller genom att få pärsvärdighet. Sedan 1902 har alla premiärministrar varit ledamöter av underhuset (det enda undantaget, Alec Douglas-Home, avsade sig från sin pärsvärdighet några dagar efter att han blivit premiärminister, och invaldes i underhuset).
Numera tillhör det stora flertalet av ministrarna underhuset snarare än överhuset. Ingen betydande kabinettspost (utom lordkansler och överhusledare) har varit besatt av en pär sedan Lord Carrington avgick som utrikesminister 1982, även om några av mellanpositionerna i kabinettet som försvarsminister och biståndsminister har innehafts av pärer. Sedan i oktober 2008 är dock Peter Mandelson näringsminister, och han hade vid tillträdet ingen parlamentsplats eftersom han kom direkt från posten som brittisk EU-kommissionär. Han adlades och kom in överhuset och sitter nu som pär i Browns regering.
Underhusledamöternas ställning som valda, i motsats till det ovalda överhuset, anses ge större legitimitet åt ministrar från underhuset. Premiärministern utser ministrarna, och kan när som helst besluta att avsätta dem. Formellt är det dock monarken som utser eller avsätter ministrar.
Underhuset granskar regeringen genom parlamentets "frågestund" ("Question Time"), en period då ledamöterna har möjlighet att ställa frågor till premiärministern och andra kabinettsministrar. Premiärministerns frågestund äger rum en gång i veckan, vanligen under en halvtimme varje onsdag. Frågorna måste röra ministerns officiella regeringsaktiviteter, inte aktiviteter som partiledare eller underhusledamot. Vanligen växlar ledamöter från regeringspartiet med oppositionsledamöter om att ställa frågor. Förutom de frågor som ställs muntligen under frågestunden kan underhusledamöter ställa skriftliga frågor.
I praktiken är underhusets kontroll av regeringen ganska svag. Eftersom majoritetsval tillämpas i parlamentsvalen tenderar regeringspartiet att ha en stor majoritet i underhuset, och behovet att kompromissa med andra partier är ofta begränsat. Nutida brittiska partier är så stramt organiserade att de lämnar relativt litet handlingsutrymme åt sina parlamentsledamöter. Under 1900-talet har regeringen förlorat i förtroendefrågor endast tre eller två gånger 1924 och en gång 1979. Hotet om uppror från backbench-ledamöter gör dock ofta att regeringarna måste göra eftergifter för deras frågor. I vissa fall förlorar regeringen omröstningar på grund av motstånd från de bakre bänkarna. Den granskning som de särskilda utskotten utför är dock viktigare.
Underhuset har formellt fortfarande makt att ställa ministrar (och även andra brittiska undersåtar) inför riksrätt för deras brott. Riksrättsåtal prövas av överhuset, där enkel majoritet är tillräcklig för fällande dom. Riksrättsinstitutet har dock fallit ur bruk, och underhuset utövar sin kontroll över regeringen på andra sätt, som genom misstroendevotum. Den sista riksrättsprocessen var den mot Henry Dundas, 1:e viscount Melville 1806.